# جزیره روبن
جزیره روبن جزیره‌ای در آفریقای جنوبی که بیشتر به دلیل زندانی کردن مخالفان آپارتاید در آن مشهور است.
نلسون ماندلا در آن زندانی بود.

## جستارهای وابسته

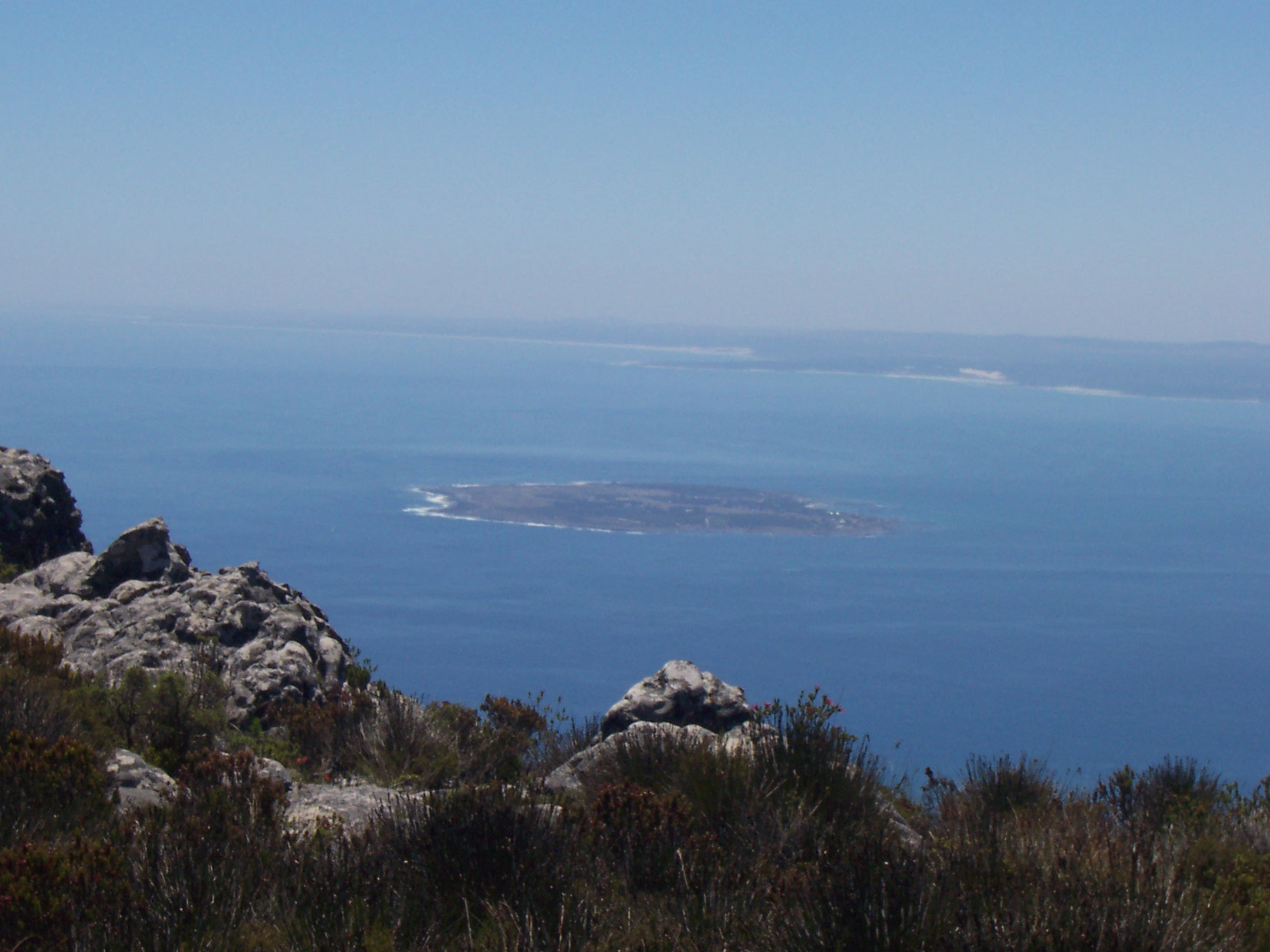

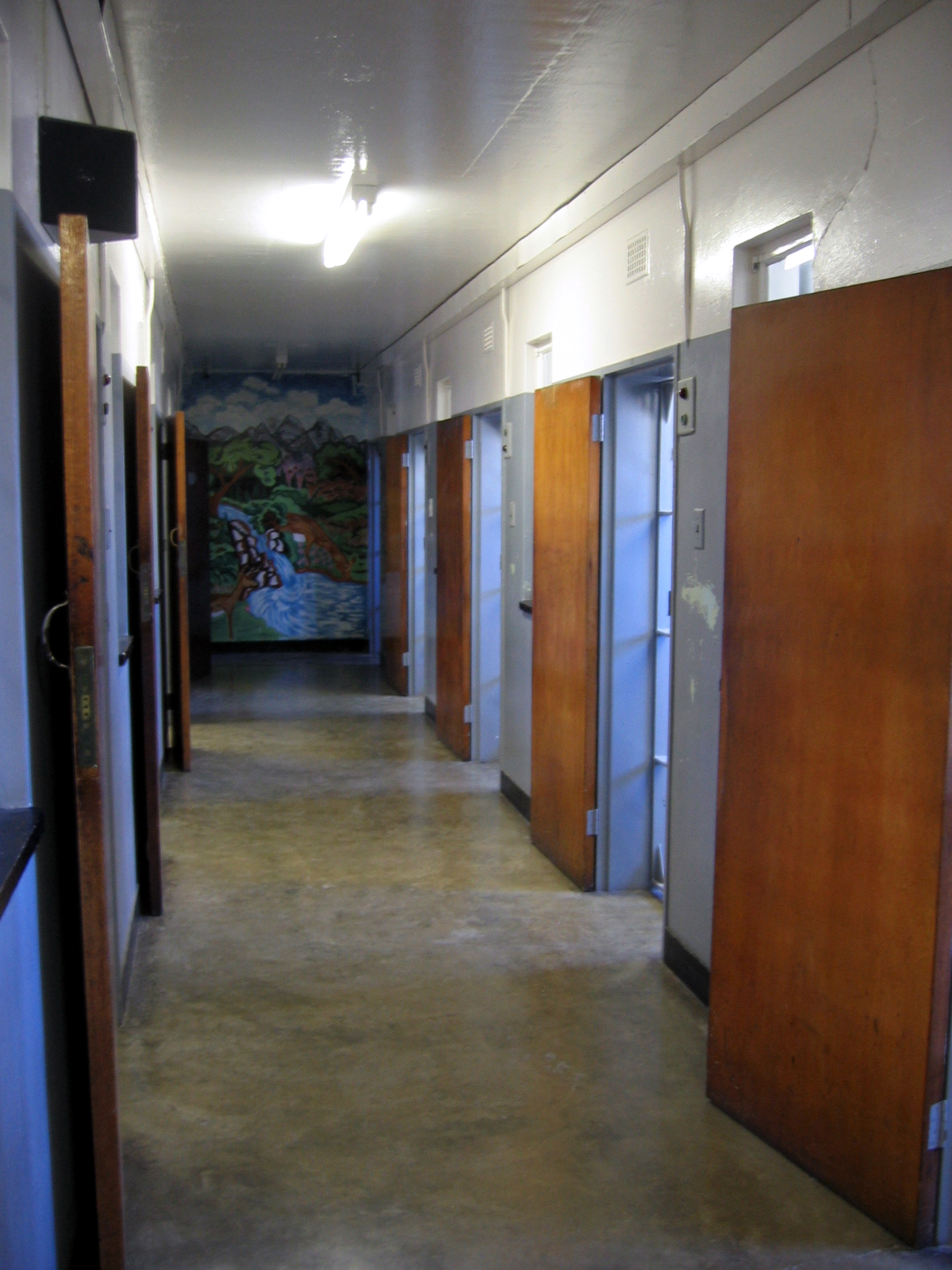